# Esaiodobenzene
L'esaiodobenzene è un alogenuro arilico esasostituito di formula C6I6, analogo strutturale del benzene in cui i sei gli atomi di idrogeno sono stati sostituiti con altrettanti atomi di iodio. Appare come un solido cristallino monoclinico pseudo-esagonale.
Il composto è stato preparato dapprima mediante iodurazione a caldo di acido benzoico in presenza di acido solforico fumante.